# 比基達貢鎮區
比基達貢區（發音：[pjìdʑí dəɡʊ̀ɴ mjo̰nɛ̀]）為緬甸曼德勒省马哈昂梅县的鎮區，位在曼德勒市南部。2014年人口237,698人，區域面積28.49平方公里。比基達貢區西邊和北邊與昌妙達齊區為界；南邊與阿馬拉普拉鎮為界。